# Troms
Troms je okrug u sjevernoj Norveškoj koji je od 1. siječnja 2020. do 1. siječnja 2024. godine pripadao okrugu Troms i Finnmark.

## Zemljopis
Graniči s okruzima Finnmark na sjeveroistoku i Nordlandom na jugoistoku. Središte okruga je grad Tromsø.

## Stanovništvo
Troms je 15. okrug po broju stanovnika u Norveškoj, a prema podacima iz 2019. godine u njemu je živio 166.375 stanovnika, dok je gustoća naseljenosti bila 6 stan./km²

## Općine
Troms je bio podijeljen na 25 općina:
| Općine u okrugu Troms | Općine u okrugu Troms |
| Popis općina | Popis općina |
| --- | --- |
| 1. Balsfjord 2. Bardu 3. Berg 4. Bjarkøy 5. Dyrøy 6. Gratangen 7. Harstad 8. Ibestad 9. Gáivuotna - Kåfjord 10. Karlsøy 11. Kvæfjord 12. Kvænangen 13. Lavangen | 1. Lenvik 2. Lyngen 3. Målselv 4. Nordreisa 5. Salangen 6. Skånland 7. Skjervøy 8. Sørreisa 9. Storfjord 10. Torsken 11. Tranøy 12. Tromsø |

## Vanjske poveznice
- Službena stranica Rogaland  Arhivirana inačica izvorne stranice od 11. lipnja 2016. (Wayback Machine)

### Ostali projekti
|  | Zajednički poslužitelj ima još gradiva o temi Troms |